# Hannah Arendtová
Johanna „Hannah“ Arendt (německá výslovnost: IPA: [ˌhana ˈaːʁənt],  poslech; 14. října 1906 Hannover – 4. prosince 1975 New York) byla politická filosofka a publicistka německo-židovského původu. Sama se nechtěla označovat za filozofku, ani pojem politická filozofie se jí nelíbil a dávala přednost termínu „politická teorie“.

## Život

### Mládí a studia
Narodila se jako jediné dítě do sekulární židovské rodiny žijící v Lindenu, který je nyní součástí Hannoveru. Roku 1913 se rodina přestěhovala do Königsbergu (česky Královec, dnes Kaliningrad), rodného města Immanuela Kanta. Ve věku sedmi let přišla o otce, který zemřel následkem onemocnění syfilis. Matka se roku 1920 znovu vdala za Martina Beerwalda a do rodiny tak Hanně přibyly i dvě nevlastní starší sestry, Eva a Clara.
Od malička byla Hannah náruživou čtenářkou, jako studentka střední školy se zabývala mimo jiné díly Immanuela Kanta a J. W. Goetheho. Střední školu ukončila roku 1924 a téhož roku začala studovat teologii na univerzitě v Marburgu. Právě zde navázala také dlouholetý vztah se svým učitelem filosofie, Martinem Heideggerem, který začal krátkou milostnou aférou. Arendtová milostný vztah ukončila poté, co se dozvěděla o Heideggerově spojení s NSDAP. Jejich přátelství však i přes určité napětí neskončilo a Heideggerova fenomenologická metoda měla značný vliv na její práci.
Fenomenologii dále studovala u Edmunda Husserla na univerzitě Freiburg im Breisgau, později na univerzitě v Heidelbergu studovala filosofii u Karla Jasperse. U Jasperse napsala svou disertační práci o konceptu lásky v díle svatého Augustina – Der Liebesbegriff bei Augustin. Také s Jaspersem si Arendtová udržela blízký vztah po celý život.

### Z Německa do Francie
Roku 1929 Arendtová získala doktorát a vdala se za Günthera Sterna, známého spíše pod literárním pseudonymem Günther Anders. Novomanželé žili nejprve v Berlíně, poté krátce v Heidelbergu, nějaký čas ve Frankfurtu nad Mohanem a konečně zpátky v Berlíně. Günther Anders emigroval roku 1933 do Paříže; manželství skončilo rozvodem roku 1937.
Když se ve třicátých letech začal rozmáhat antisemitismus, začala se tímto konfliktem více zabývat jak vědecky, tak i politicky. Jednak začala psát knihu o Rahel Varnhagen, která však byla publikována až roku 1958 pod názvem Rahel Varnhagen: The Life of a Jewess. Ve spolupráci s Kurtem Blumenfeldem, německým sionistou, pomáhala zveřejňovat informace o obětech nacismu. Roku 1933 byla kvůli výzkumu antisemitské propagandy na osm dní zadržena gestapem; před hrozícím vězením se jí poté podařilo uprchnout do Paříže.
Mezi lety 1933 a 1940 pobývala v Paříži. Roku 1937 byla zbavena německého občanství. Nadále se politicky angažovala; stala se členkou Světové sionistické organizace a pomáhala při transportu dětí z Německa do Palestiny. V Paříži navázala přátelství s Walterem Benjaminem, německým židovským literárním kritikem, filosofem a překladatelem, bratrancem jejího prvního muže, dále s Raymondem Aronem, francouzským filosofem, sociologem a politologem, a roku 1936 potkala svého budoucího druhého muže Heinricha Blüchera. Blücher byl politický uprchlík, bývalý komunista a člen revolučního Spartakusbund (Svaz spartakovců). Vzali se v lednu roku 1940. Pouhých šest měsíců po sňatku byli následkem německé okupace odděleně internováni v táborech v jižní Francii. Arendtové se podařilo po pár týdnech z tábora Camp Gurs uprchnout a po opětovném setkání s manželem emigrovali, ještě spolu s její matkou, přes Lisabon do USA. Ilegální víza jim zařídili americký diplomat Hiram Bingham a novinář Varian Fry, kteří obdobným způsobem pomohli dalším tisícům Židů a antinacistů uprchnout ze země.

### Emigrace v USA
V New Yorku se Arendtová aktivně účastnila života ve zdejší německo-židovské komunitě. 1941–1945 píše sloupky do časopisu Aufbau, mezi lety 1944 a 1946 vede výzkum pro Commission of European Jewish Cultural Reconstruction a často cestuje do Německa. Udržuje intenzivní přátelství s Karlem Jaspersem a jeho ženou, s americkou spisovatelkou Mary McCarthy či s kritikem a spisovatelem Dwightem Macdonaldem a dalšími newyorskými intelektuály soustřeďujícími se kolem politického a literárního časopisu Partisan Review.
Po skončení druhé světové války pracuje v letech 1946–1949 jako vedoucí redaktorka v německo-židovském nakladatelství Schocken. Mezi lety 1949 a 1952 pracuje jako vedoucí Společnosti pro obnovu židovské kultury (Jewish Cultural Reconstruction) v New Yorku. Roku 1951 získává americké občanství a vychází její zásadní dílo Původ totalitarismu. Kniha vzbudila velkou senzaci a z Arendtové se stala intelektuální celebrita.
V roce 1952 obdržela Arendtová od Guggenheimovy nadace grant pro studium marxismu a totalitarismu. Z této práce vzešly její další tři knihy: Vita activa neboli O činném životě (1958), Mezi minulostí a budoucností (1961) a O revoluci (1968). Tyto texty spojuje snaha rekonstruovat politickou filosofii na fenomenologických základech.
V roce 1963 publikovala své nejkontroverznější dílo Eichmann v Jeruzalémě: zpráva o banalitě zla. Kniha je souborem revidovaných reportáží, které Arendtová psala pro časopis The New Yorker v roce 1960 v Izraeli, kde působila v době Eichmannova procesu jako pozorovatelka. Na přelomu šedesátých a sedmdesátých let psala články pro New York Review of Books, kde kritizovala zneužívání výkonné moci a to, co nazývala „imperiální prezidentství“ ve spojitosti s vojenskou intervenci ve Vietnamu.
Hannah Arendtová se stala první ženou, která získala plnou profesuru na Princetonské univerzitě. Jako hostující profesor dále vyučovala na University of California, Berkeley a Northwestern University. Vyučovala také na Univerzitě v Chicagu, The New School in Manhattan; Yale University, a na Wesleyan University. Na její počest nese její jméno Institut für Totalitarismusforschung e.V. na Technické univerzitě v Drážďanech.

## Dílo

### Eichmann v Jeruzalémě: zpráva o banalitě zla
Adolf Eichmann, hlavní organizátor Hitlerova „konečného řešení židovské otázky“, po válce uprchl do Argentiny, kde byl vypátrán izraelskou rozvědkou Mosad a unesen do Jeruzaléma. Zde byl postaven před soud za válečné zločiny a zločiny proti lidskosti, posléze odsouzen ke smrti oběšením.
Eichmann byl obecně považován za monstrum, sadistického psychopata motivovaného hlubokou nenávistí k Židům, ale Arendtová jej na základě svého studia a pozorování u soudu vykreslila úplně jinak. Eichmann byl podle ní docela obyčejný člověk a přes hrůzné činy, jež vykonal, nebyl žádné kruté monstrum, nýbrž spořádaný otec rodiny, nenápaditý a výkonný úředník. Eichmann totiž sám sebe chápal jako úředníka, který má důsledně plnit své povinnosti a rozkazy – a nic víc. Hrůzy způsobené jeho jednáním byly podle Arendtové důsledkem toho, že se jako „pouhý úředník“ zřekl vlastního svědomí, své morální autonomie. Jednoduše řečeno, Eichmann o svých činech nepřemýšlel ani nepochyboval – prostě poslouchal rozkazy. V jednom rozhovoru dokonce řekl, že několikrát „selhal“, a to když několika Židům umožnil, aby z transportu utekli.
Závěr, který Arendtová vyvodila, byl poměrně kontroverzní. Její popis Eichmanna byl téměř opakem všeobecného přesvědčení, takže vyvolal značný odpor a pohoršil mnoho lidí. Obzvláště sporné bylo její přesvědčení, že Eichmannovo jednání nebylo motivováno antisemitismem, ale že pouze plnil rozkazy. Z toho by totiž mohlo vyplývat, že pokud by Eichmann dostal za úkol Židy zachránit, také by to udělal. Arendtová však chtěla poukázat na to, že ve zločinném režimu se člověk může stát zločincem i bez zvláštní nenávisti. Proto mluvila o „banalitě zla“.

### V češtině
- Původ totalitarismu I - III, Oikúmené 1996, ISBN 80-86005-13-5 (The Origins of Totalitarianism. New York 1951; německy: Elemente und Ursprünge totalitärer Herrschaft, Frankfurt, 1955)
- Mezi minulostí a budoucností, Oikúmené 2020, ISBN 978-80-7298-368-1 (Between Past and Future, New York 1954)
- Vita activa neboli O činném životě, Oikúmené 2007, ISBN 978-80-7298-185-4 (anglicky 1958 pod původním titulem Human Condition, 1958 ISBN 978-0-226-02598-8; německy Vita activa oder Vom tätigen Leben)
- Krize kultury (z angl. originálu Between Past and Future, 1961, přel. Martin Palouš; MF 1994, ISBN 80-204-0424-4.)
- Eichmann v Jeruzalémě, MF 1995, ISBN 80-204-0549-6 (Eichmann in Jerusalem: A Report on the Banality of Evil. New York 1963; německy: Eichmann in Jerusalem: Ein Bericht von der Banalität des Bösen, München, 1964)
- O revoluci, Oikúmené 2012, ISBN 978-80-7298-403-9 (On Revolution. New York 1963; německy: Über die Revolution, München 1963)
- O násilí, Oikúmené 1995, ISBN 80-7298-128-5 (On violence, New York 1970; německy: Macht und Gewalt, Piper 1970, ISBN 3-492-20001-X)
- Život ducha, Aurora 2001, ISBN 80-7299-041-1, přel. Petr Rezek (The Life of Mind,Vol.1: Thinking, Vol.2: Willing, 1971; německy: Vom Leben des Geistes, Bd.1: Das Denken, Bd.2: Das Wollen, Piper 1979, ISBN 3-492-02486-6)

### Další díla
- Der Liebesbegriff bei Augustin. Versuch einer philosophischen Interpretation. (disertace: Berlin, 1929)
- Denktagebuch 1950–1973. Hrsg. von Usula Ludz und Ingeborg Nordmann, Piper 2002, ISBN 3-492-04429-8.
- Rahel Varnhagen: The Life of a Jewess. London 1958, (německy: Rahel Varnhagen: Lebensgeschichte einer deutschen Jüdin aus der Romantik, Piper 1959, ISBN 3-492-00530-6)
- Was ist Politik?
- Ich will verstehen
- Was ist Existenz-Philosophie?. Verlag Anton Hain
- Walter Benjamin / Bertolt Brecht. Zwei Essays. Piper Verlag, München, ISBN 3-492-10012-0
- Das Urteilen. Texte zu Kants Politischer Philosophie. Taschenbuch, Piper (text přednášek, které tvoří třetí, nedokončenou částí díla Život ducha)

### Korespondence
(v němčině)
- Arendt, Hannah a Blumenfeld, Kurt, … in keinem Besitz verwurzelt. Die Korrespondenz, vyd. Ingeborg Normdmann und Iris Pilling, Hamburg, 1995
- Arend, Hannah a Jaspers, Karl, Correspondence, 1926–1969, vyd. Lotte Köhler a Hans Saner, New York 1992 (německy: Briefwechsel, München, 1985)
- Arendt, Hannah a McCarthy, Mary, Between Friends: The Correspondence of Hannah Arendt and Mary McCarthy, 1949–1975, vyd. Carol Brightman, New York, 1995 (německy: Im Vertrauen, München 1995)
- Arendt, Hannah a Scholem, Gershom, Eichmann in Jerusalem: Exchange of Letters between Gershom, Scholem and Hannah Arendt. In: Encounter 22/1 (1964), S. 51-56
- Arendt, Hannah a Broch, Hermann, Briefwechsel, Frankfurt, Jüdischer Verlag, 1996
- Arendt, Hannah a Heidegger, Martin, Briefe 1925–1976, Frankfurt, 1998
- Arendt, Hannah a Blücher, Heinrich, Briefe 1936–1968, Piper 1996, ISBN 3-492-22835-6